# Памятник морякам ЭПРОНа
Памятник морякам ЭПРОНа и сотрудникам Аварийно-спасательной службы установлен в память погибших в годы блокады Ленинграда и Великой Отечественной войны моряков спасательных, аварийно-ремонтных и судоподъёмных кораблей.
Памятник находится в городе Ломоносов в сквере войсковой части № 20862 на Угольной улице, 7.
В годы Великой Отечественной войны моряки ЭПРОН (Экспедиции подводных работ особого назначения), позднее преобразованной в Аварийно-спасательную службу ВМФ, оказывали помощь повреждённым судам Ладожской флотилии и Балтийского флота, а также поднимали с затонувших кораблей орудия и боеприпасы, необходимые для обороны города. Кроме того, на них лежали задачи по организации технического обеспечения морских разведывательных групп.
Памятник был установлен в 1975 году к тридцатилетнему юбилею победы в Великой Отечественной войне. В этом же году отмечалось 120-летие Аварийно-спасательной службы ВМФ.
Внесён в единую Книгу Памяти под номером 34018 в мае 2011 года.

## Описание памятника
Памятник представляет собой мемориальный комплекс, в который входит памятная стела, мемориальная стена и несколько морских якорей. Территория мемориала огорожена низко расположенной чугунной якорной цепью. При этом памятник устроен таким образом, что к памятной стеле и стене проход остаётся открытым.
На стеле укреплён бронзовый барельеф в виде водолазного шлема, выше него помещена дата установки памятника — 1975 г.

На памятной стене нанесена надпись: 
Морякам ЭПРОНа и Аварийно-спасательной службы в честь героического труда и боевых подвигов в годы Великой Отечественной войны. 1941—1945.